# Tiếng Kim Môn
Tiếng Kim Môn (金门 方言) còn gọi là tiếng Kềm Mùn tùy theo cách gọi từng khu vực là một phương ngữ Tiếng Dao, thuộc ngữ hệ H'mong Miền được sử dụng bởi 200.000 người Dao ở các tỉnh Quảng Tây, Hồ Nam và Hải Nam, cũng như 170.000 ở một số khu vực của miền bắc Việt Nam. (số liệu theo Ethnologue, bản thứ 18)
Tiếng Ưu Miền (Dìu Miền) và Kim Môn rất giống nhau, có 78% số từ vựng giống nhau.

## Phân bố
Ở Trung Quốc, tiếng Kim Môn được nói ở các huyện sau (Mao 2004:304-305).
- Vân Nam: Hà Khẩu, Ma Lật Pha, Mã Quan, Tây Trù, Khâu Bắc, Quảng Nam, Phú Ninh, Nghiễn Sơn, Sư Tông, Giang Thành, Mặc Giang, Nguyên Dương, Kim Bình, Lục Xuân, Mãnh Lạp, Cảnh Hồng
- Quảng Tây: Tây Lâm, Lăng Vân, Na Pha, Điền Lâm, Phượng Sơn, Ba Mã, Lệ Phố, Bình Lạc, Mông Sơn, Kim Tú, Vĩnh Phú, Lộc Trại, Phòng Thành, Thượng Tư
- Hải Nam: Quỳnh Trung, Bảo Đình, Quỳnh Hải, Đồn Xương, Lạc Đông, Vạn Ninh, Tam Á .Ở Hải Nam, những người nói tiếng Kim Môn được chính phủ Trung Quốc chính thức phân loại là người dân tộc Miêu, thay vì dân tộc Dao.

Ethnologue liệt kê một số huyện (thuộc các tỉnh Bắc Giang, Quảng Ninh, Tuyên Quang và Yên Bái) tại Việt Nam có hiện diện tiếng Kim Môn, trong đó huyện Văn Bàn của tỉnh Lào Cai có lẽ là khu vực chính. Ở Việt Nam, người Dao thuộc các nhóm Quần Trắng, Thanh Y, Áo Dài, Đầu Bằng và Dao Tuyển (Làn Tẻn) nói tiếng Kim Môn. Những người nói tiếng Kim Môn cũng được tìm thấy ở miền bắc Lào (tại các tỉnh Luang Namtha, Oudomxai và Bokeo).
Daniel Arisawa đã tiến hành nghiên cứu thực địa với một người nói tiếng Kim Mun sống biệt lập (gốc từ Lào) tạị tỉnh Lampang, miền Bắc Thái Lan (dọc theo biên giới giữa hai huyện Mae Mo và Ngao).

## Ngữ âm

### Phụ âm
|          |           | Môi    | Môi | Răng   | Răng  | Lợi    | Lợi | (Lợi-) ngạc cứng | Ngạc mềm | Ngạc mềm | Ngạc mềm | Thanh hầu | Thanh hầu |
| thường   | vòm       | thường | vòm | thường | vòm   | thường | mũi | (Lợi-) ngạc cứng | vòm      | thường   | vòm      |           |           |
| -------- | --------- | ------ | --- | ------ | ----- | ------ | --- | ---------------- | -------- | -------- | -------- | --------- | --------- |
| Mũi      | Mũi       | m      | mʲ  |        |       | n      | nʲ  | ȵ                | ŋ        | ŋʷ       |          |           |           |
| Tắc      | vô thanh  | p      | pʲ  |        |       | t      | tʲ  | ȶ                | k        | kʷ       | kʲ       | ʔ         |           |
| Tắc      | hữu thanh | b      | bʲ  |        |       | d      | dʲ  | ȡ                | ɡ        | ɡʷ       | ɡʲ       |           |           |
| Tắc Xát  | vô thanh  |        |     | (tθ)   | (tθʲ) | ts     |     |                  |          |          |          |           |           |
| Tắc Xát  | hữu thanh |        |     | (dð)   | (dðʲ) | dz     |     |                  |          |          |          |           |           |
| Xát      | vô thanh  | f      |     | θ      | θʲ    | s      | sʲ  | (ɕ)              |          |          |          | h         | hʲ        |
| Xát      | hữu thanh | v      |     | ð      | ðʲ    |        |     |                  |          |          |          |           |           |
| Cạnh     | Cạnh      |        |     |        |       | l      | lʲ  | ȴ                |          |          |          |           |           |
| Tiếp cận | Tiếp cận  |        |     |        |       |        |     | j                |          | w        |          |           |           |

- Các âm thoát hơi bên cũng xuất hiện dưới dạng /pˡ, bˡ, tˡ, dˡ, kˡ, ɡˡ/.
- Các âm xát /θ, θʲ, ð, ðʲ/ được thể hiện dưới dạng âm tắc xát [tθ, tθʲ, dð, dðʲ] trong phương ngữ Lương Tử.[5]
- /d/ cũng có thể được phát âm thành âm quặt lưỡi [ɖ] theo biến thể tự do trong phương ngữ Lương Tử.
- /s/ cũng có thể được phát âm thành [ɕ] ở các vị trí khác nhau trong phương ngữ Lương Tử.
- Các âm vòm hóa /kʲ/, /ɡʲ/, /hʲ/ cũng có thể được phát âm như các âm ngạc cứng [c], [ɟ], [ç] trong biến thể tự do.
- Các âm /b, d, ȡ/ có thể được phát âm với độ căng giọng mạnh hơn [b̬, d̬, d̠̬ʲ] trong biến thể tự do.
- Các âm /p, t, k/ thường được phát âm tắc câm [p̚, t̚, k̚] ở vị trí cuối từ.

### Nguyên âm
|          | Trước | Giữa | Sau |
| -------- | ----- | ---- | --- |
| Đóng     | i     |      | u   |
| Nửa đóng | e     |      | o   |
| Vừa      |       | (ə)  |     |
| Nửa mở   | ɛ     | ɐ    | ɔ   |
| Mở       |       | a aː |     |

- /ɐ/ có thể được phát âm thành [ə] trong các phương ngữ tiếng Kim Mun ở Lào.
- /i, u/ có thể được phát âm thành [ɪ, ʊ] khi nằm trong âm tiết đóng.
- /o/ có thể được được môi hoá thành [oʷ] ở vị trí cuối từ.
- /e/  có thể có lướt sau ngạc cứng là [eʲ] ở các âm tiết cuối từ.
- /ɔ/ khi đứng trước phụ âm ngạc mềm, có thể được phát âm như một nguyên âm đôi [aʊ].
- /o, ɔ/  cũng có thể được phát âm thấp hơn thành [ɔ̞, ɒ] trong biến thể tự do ở các phương ngữ ở Lào.[6][7]

## Bộ chữ Kim Môn La Tinh Hóa (chưa chính thức)
- Bộ chữ này được một người, đam mê văn hóa dân tộc Dao tại Việt Nam nghiên cứu.[cần dẫn nguồn]

### Phụ âm
| Latin Mùn Việt | IPA | IPA     | IPA                             | IPA                       | IPA                     |
| Latin Mùn Việt | Lào | Lào Cai | Quảng Ninh (Dao Thanh Y 花头瑶) | Vân Nam (Lam Điện 蓝靛瑶) | Hải Nam (Miêu 海南苗族) |
| -------------- | --- | ------- | ------------------------------- | ------------------------- | ----------------------- |
| m              | m   | m       | m                               | m                         | m                       |
| b              | b   | b       | b                               | b                         | b                       |
| by             | bj  | bj      | bj                              | bj                        | bj                      |
| bl             | bl  | bl      | bl                              | bl                        | bl                      |
| p              | p   | p       | p                               | p                         | ʔb                      |
| py             | pj  | pj      | pj                              | pj                        | pj                      |
| pl             | pl  | pl      | pl                              | pl                        | pl                      |
| ph             | p   | p       | pʰ                              | pʰ                        | pʰ                      |
| phy            | pj  | pj      | pʰj                             | pj                        | pʰj                     |
| phl            |     |         | pʰl                             |                           |                         |
| phl            |     |         | pl                              |                           | pʰl                     |
| v              | v   | v       | w(v)                            | w                         | v                       |
| f              | f   | f       | f                               | f                         | f                       |
| n              | n   | n       | n                               | n                         | n                       |
| d              | d   | d       | d                               | d                         | d                       |
| t              | t   | t       | t                               | t                         | ʔd                      |
| th             | t   | t       | tʰ                              | tʰ                        | tʰ                      |
| l              | l   | l       | l                               | l                         | l                       |
| x              | s   | θ       | ɕ(s)                            | ɕ                         | ɕ(s)                    |
| s              | θ   | θ       | ɬ(th)                           | θ                         | t                       |
| nh             | ȵ   | ȵ       | ɲ                               | ȵ                         | ȵ                       |
| z              | ȡ   | ȡ       | dʑ                              | dʑ                        | dʑ                      |
| c              | ȶ   | ȶ       | tɕ                              | tɕ                        | ts                      |
| ch             | ȶ   | ȶ       | tɕʰ                             | tɕ                        | tɕʰ                     |
| ng             | ŋ   | ŋ       | ŋ                               | ŋ                         | ŋ                       |
| ngy            | ŋj  | ŋj      | ŋj                              | ŋj                        | ŋj                      |
| ngw            | ŋw  | ŋw      | ŋw                              | ŋw                        | ŋw                      |
| g              | ɡ   | ɡ       | g                               | g                         | g                       |
| gy             | ɡj  | ɡj      | gj                              | gj                        | gj                      |
| gl             | gl  | gl      | gl                              | gl                        | gl                      |
| gw             | gw  | gw      | gw                              | gw                        | gw                      |
| k              | k   | k       | k                               | k                         | k                       |
| ky             | kj  | kj      | kj                              | tj                        | kj                      |
| kl             | kl  | kl      | kl                              | kl                        | kl                      |
| kw             | kw  | kw      | kw                              | kw                        | kw                      |
| kh             | k   | k       | kʰ(x)                           | k                         | kʰ                      |
| khy            | kj  | kj      | kʰj                             | tj                        | kʰj                     |
| khl            | kl  | kl      | kʰl                             | kl                        | kʰl                     |
| khw            | kw  | kw      | kʰw                             | kw                        | kʰw                     |
| h              | h   | h       | h                               | h                         | h                       |
| y              | j   | j       | j                               | j                         | ʑ                       |
| w              | w   | w       | w(v)                            | w                         | v                       |

### Vần
| Latin Mùn Việt | IPA        | IPA        | IPA                             | IPA                       | IPA                     |
| Latin Mùn Việt | Lào        | Lào Cai    | Quảng Ninh (Dao Thanh Y 花头瑶) | Vân Nam (Lam Điện 蓝靛瑶) | Hải Nam (Miêu 海南苗族) |
| -------------- | ---------- | ---------- | ------------------------------- | ------------------------- | ----------------------- |
| ai             | aːj        | aːj        | a:i                             | a:i                       | a:i                     |
| au             | aːw        | aːw        | a:u                             | a:u                       | a:u                     |
| am             | aːm        | aːm        | aːm                             | aːm                       | a:m                     |
| an             | aːn        | aːn        | aːn                             | aːn                       | a:n                     |
| ang            | aːŋ        | aːŋ        | aːŋ                             | aːŋ                       | aːŋ                     |
| ap             | aːp        | aːp        | aːp                             | a:p                       | a:p                     |
| at             | aːt        | at         | aːt                             | aːt                       | a:t                     |
| ak             |            |            | a:k                             | a:k                       | a:k                     |
| ă              |            |            |                                 |                           |                         |
| ăi             | e          | ɐj         | ai                              | ai                        | ai                      |
| ău             | aw         | ɑw         | au                              | au                        | au                      |
| ăm             | am         |            | am                              | am                        | am                      |
| ăn             |            |            | an                              | an                        | an                      |
| ăng            | aŋ         | aŋ         | aŋ                              | aŋ                        | aŋ                      |
| ăt             | at         | at         | at                              | at                        | at                      |
| ăp             |            |            | ap                              | ap                        | ap                      |
| ăk             |            |            | ak                              | ak                        | ak                      |
| e              | ɛ          | ɛ          | ɛ:                              | ɛ:                        | e:                      |
| ei             | e,əj,əj,əj | e,ɐj,ɐj,ɐj | ei                              | ei                        | ei                      |
| eu             |            |            | ɛ:u                             | ɛ:u                       | e:u                     |
| em             |            |            | ɛ:m                             | ɛ:m                       | e:m                     |
| en             |            |            | ɛ:n                             | ɛ:n                       | e:n                     |
| eng            | ɛŋ         | ɛŋ         | ɛ:ŋ                             | ɛ:ŋ                       | e:ŋ                     |
| ep             |            |            | ɛ:p                             | ɛ:p                       | e:p                     |
| et             |            |            | ɛ:t                             | ɛ:t                       | e:t                     |
| ek             |            |            | ɛ:k                             | ɛ:k                       | e:k                     |
| ĕ              |            |            |                                 |                           |                         |
| ĕu             |            |            | ɛu                              | ɛu                        | ɛu                      |
| ĕn             |            |            | ɛn                              | ɛn                        | an                      |
| ĕng            |            |            | ɛŋ                              | ɛŋ                        | ɛŋ                      |
| ĕt             | ɛt         | ɐt         | ɛt                              | ɛt                        | at/ɛt                   |
| ĕk             |            |            | ɛk                              | ɛk                        | ɛk                      |
| ê              |            |            | e:                              | i:                        | e:                      |
| êu             |            |            | e:u                             | i:u                       | e:u                     |
| êm             | im         | im         | e:m                             | i:m                       | e:m                     |
| ên             |            |            | e:n                             | i:n                       | e:n                     |
| êp             |            |            | e:p                             | i:p                       | e:p                     |
| êt             |            |            | e:t                             | i:t                       | e:t                     |
| i              | i          | i          | i:                              | i:                        | i:(i)                   |
| iu             |            |            | i:u                             | i:u                       | i:u(iu)                 |
| im             |            |            | i:m                             | i:m                       | i:m                     |
| in             |            |            | i:n                             | i:n                       | i:n                     |
| ing            |            |            | i:ŋ                             | i:ŋ                       | i:ŋ                     |
| ip             |            |            | i:p                             | i:p                       | i:p                     |
| ik             |            |            | ik                              | ik                        | ik                      |
| ĭu             |            |            | iu                              | iu                        | iu                      |
| ĭm             | im         | im         | im                              | im                        | im                      |
| ĭn             | in         | in         | in                              | in                        | in                      |
| ĭng            |            |            | iŋ                              | iŋ                        | iŋ                      |
| ĭp             |            |            | ip                              | ip                        | ip                      |
| ĭt             |            |            | it                              | it                        | it                      |
| o              | ɔ          | ɔ          | ɔ:                              | ɔ:                        | o:                      |
| oi             |            |            | ɔ:i                             | ɔ:i                       | o:i                     |
| ou             | u,o        | u,o,ɐw     | ou                              | ou                        | ou                      |
| ōu (ou)        |            |            | ou                              |                           | ɔ:u                     |
| om             | ɔm         | ɔm         | ɔ:m                             | ɔ:m                       | o:m                     |
| on             |            |            | ɔ:n                             | ɔ:n                       | o:n                     |
| ong            | oŋ         | ɔŋ         | ɔ:ŋ                             | ɔ:ŋ                       | ɔ:ŋ                     |
| op             |            |            | ɔ:p                             | ɔ:p                       | o:p                     |
| ot             |            |            | ɔ:t                             | ɔ:t                       | ɔ:t                     |
| ok             |            |            | ɔ:k                             | ɔ:k                       | ɔ:k                     |
| ŏm             | əm         | ɐm         | ɔm                              | ɔm                        | ɔm(am)                  |
| ŏn             |            |            | ɔn                              | ɔn                        | ɔn(an)                  |
| ŏng            | ɔŋ         | ɔŋ         | ɔŋ                              | ɔŋ                        | ɔŋ                      |
| ŏp             |            |            | ɔp                              | ɔp                        | ɔp                      |
| ŏt             | at         | at         | ɔt                              | ɔt                        | ɔt                      |
| ŏk             |            |            | ɔk                              | ɔk                        | ɔk                      |
| ô              | u          | u          | o:                              | u:                        | o:                      |
| ôi             |            |            | o:i                             |                           | o:i                     |
| ôn             |            |            | o:n                             |                           | o:n                     |
| ông            |            |            | o:ŋ                             |                           |                         |
| ôt             |            |            | o:t                             |                           | o:t                     |
| ôk             |            |            | o:k                             |                           | o:k                     |
| u              | u          | u          | u:                              |                           | u:                      |
| ui             |            |            | u:i                             | u:i                       | u:i                     |
| um             |            |            | u:m                             |                           |                         |
| un             |            |            |                                 |                           |                         |
| ung            | uŋ         | u:ŋ        | u:ŋ                             | u:ŋ                       | u:ŋ                     |
| up             |            |            | u:p                             |                           | u:p                     |
| ut             | ut         | u:t        | u:t                             | u:t                       | u:t                     |
| uk             |            | uk         | uk                              | uk                        | uk                      |
| ŭi             | uj         | uj         | ui                              | ui                        | ui                      |
| ŭm             |            |            | um                              | um                        | um                      |
| ŭn             | un         | un         | un                              | un                        | un                      |
| ŭng            | uŋ         | uŋ         | uŋ                              | uŋ                        | uŋ                      |
| ŭp             | up         | up         | up                              | up                        | up                      |
| ŭt             |            |            | ut                              | ut                        | ut                      |

### Thanh Điệu
| Latin Mùn Việt | IPA | IPA     | IPA                             | IPA                       | IPA                     |
| Latin Mùn Việt | Lào | Lào Cai | Quảng Ninh (Dao Thanh Y 花头瑶) | Vân Nam (Lam Điện 蓝靛瑶) | Hải Nam (Miêu 海南苗族) |
| -------------- | --- | ------- | ------------------------------- | ------------------------- | ----------------------- |
| d              | 33  | 44      | 35                              | 55                        | 53                      |
| s              | 13  | 35      | 24                              | 44                        | 44                      |
| h              | 31  | 11      | 22                              | 11                        | 33                      |
| x              | 341 | 31      | 31                              | 31                        | 31                      |
| c              | 21  | 33      | 4ˀ                              | 43/33                     | 42                      |
| l              | 35  | 52      | 21                              | 51                        | 11                      |
| b              | 11  | 33      | 4ˀ (5ˀ)                         | 42                        | 53                      |
| z              | 35  | 52      | 31                              | 52                        | 42                      |
| f              |     |         | 55                              |                           | =b                      |

#### Cách ghép chữ
- Ghép phụ âm + vần + thanh điệu. Ví dụ từ kêmh nghĩa là rừng, trong đó k (phụ âm), êm (vần), h (thanh điệu).

---
IPA của từ kêmh trong các khu vực sẽ là:
Lào: kim31
Lào Cai: kim11
Quảng Ninh: ke:m22
Vân Nam: ki:m11
Hải Nam: ke:m33